# Arakawa Under the Bridge (фильм)

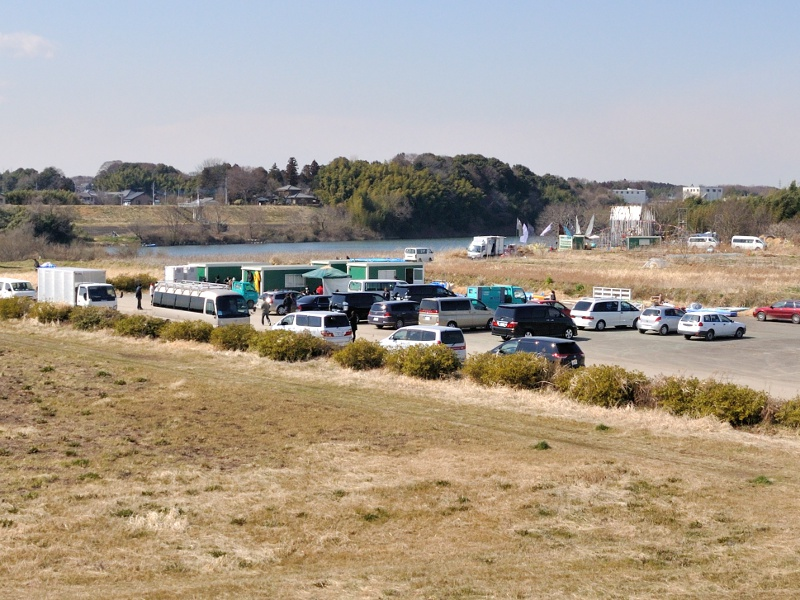
Место съемок фильма «Под мостом над Аракавой» (город Дзёсо, префектура Ибараки).

«Arakawa Under the Bridge» (яп. 荒川アンダー ザ ブリッジ Аракава aнда: дза буриддзи, «Под мостом над Аракавой») — пародийная, сюрраелистически абсурдная, научно-фантастическая комедия, экранизация одноимённой манги Хикару Накамура, режиссёром выступил Иидзука Кэн. В главных ролях: Кенто Хаяси и Мирэй Киритани. Дистрибьютор — «Asmik Ace» Фильм вышел в японских кинотеатрах 4 февраля 2012 года.

## Сюжет
Главный герой 22-летнийй наследник и будущий владельцем гигантской корпорации Ichinomiya, Итиномия Ко. В самом начале фильма глава корпорации Ichinomiya и отец главного героя, Итиномия Сэки, поручает сыну первый его проект, по постройке жилого комплекса на берегу реки Аракава. Ко лично отправляется на осмотр участка земли для строительства жилого комплекса на берегу реки Аракава. Он останавливается на мосту через реку Аракава и выходит из машины, как неизвестные нападают на него и сдирают штаны. Пытая достать штаны закинутые хулигаными на вершину моста падает в реку. Его спасет таинственная незнакомка Нино, говорящая ему, что она с Венеры и улетит с Земли домой во время праздничка Танабата. Ко в растерянности от её заявления но, так как он жил всю жизнь по семейному правилу — никогда никому не быть в долгу, он хочет вернуть ей долг за своё спасение, предлагая квартиры, машины, деньги, но она от всего отказывает, у неё лишь одно желание, она хочет чтобы Ко полюбил её, и Ко не желая отступать от семейного правила соглашается. Ему приходиться жить вместе с Нино на берегу реки Аракавы в незаконном поселение, которое он сам хотел снести для постройки жилого комплекса через 3 месяца. Поселение состоит из очень странных личностей называемых в Японии «дэмпа». Например, некоторые из них считают себя птицами или пчелами. Глава поселения, который считает себя каппой, даёт каждому новому члену общины новое имя и наш главный герой получает имя Рику сокращение от «Рекрут» (リクルート Рикуру: то). Поселение является самодостаточным и там никто не бездельничает: Пико выращивает овощи, Мария животновод, снабжающий общину молоком и яйцами, Нино ловит рыбу, Звезда пишет песни и музыку и играет по праздникам, Белый собирает банки и меняет их на пиво, Били исправно откуда то всегда достаёт рис, Жаклин хиропрактик, Последний самурай парикмахер и т. д. Ко дабы не быть для общины нахлебником и являясь хорошо и всесторонне образованным человеком, старается помогать или учить жителей общины разным вещам, если они его об этом просят. По мере развития истории Ко проникается искренней привязанность и дружбой к этому месту и его странным людям. Отец Ко глава корпорации Ichinomiya, Итиномия Сэки, узнав о том, что его сын ничего не делает, а просто развлекается в поселении, решает всё взят в свои руки и добивается разрешение на строительство. В конце фильма Ко спасает посёлок от сноса, убедив отца, в ненужности строительства жилого комплекса на месте посёлка. Ко по настоящему влюбляется в Нино, но её время на Земле вышло, если она не улетит домой сейчас, то уже никогда не сможет вернуться на Венеру. Ко и Нино прощаются и она улетает домой на Венеру. Сюжет фильма отличается от сюжета манги и аниме. Главный герой в фильме Итиномия Ко живёт вместе со всеми жителями в незаконном поселении на реке Аракаве, а не в нише одной из опор моста через реку Аракава. В отличие от манги и аниме, в фильме мост не играет столь важного в сюжете значения и появляется в начале фильма, только для завязки сюжета.

## В ролях
- Kento Hayashi[англ.] в роли Рику/Ко Итиномии.[2]
- Mirei Kiritani[англ.] в роли Нино.[2]
- Nana Katase[англ.] в роли Марии.[2]
- Ю Сирота в роли Сестры.[2]
- Абэ Нацуми в роли Пику.[2]
- Takaya Kamikawa[англ.] в роли Сэки Итиномии, отца Рику и главы компании Ichinomiya.[3]
- Masahiro Takashima[англ.] в роли Ткаясики, члена министерства и друга Сэки.[3]
- Кадзуюки Асано в роли Такаи, сотрудника компании Ichinomiya.[3]
- Waka Inoue[англ.] в роли Симадзаки, сотрудника компании Ichinomiya.[3]
- Сюн Огури в роли Шефа[4]
- Takaya Kamikawa[англ.] в роли Хоси[4] самопровозглашенной рок-звезды, влюблён в Нино.

## Персонажи
Ко Итиномия (яп. 市ノ宮 行 Итиномия Ко:) — главный персонаж. 22-летнийй наследник и будущий владельцем гигантской корпорации Ichinomiya. Он студент университета и получил лучшее образование, научился играть на нескольких инструментах и заработал чёрный пояс по каратэ. Всю свою жизнь он жил по семейному правилу — никогда никому не быть в долгу. Почти утонув в реке, он завел отношения со своей спасительницей Нино, потому что это был единственный способ избавиться от долга за спасения его жизни. Глава незаконного поселения на реке Аракава, даёт каждому новому члену общины новое имя и наш главный герой получает имя Рику сокращение от «Рекрут» (リクルート Рикуру: то). Ко дабы не быть для общины нахлебником и являясь хорошо и всесторонне образованным человеком, старается помогать или учить жителей общины разным вещам если они его просят. Из-за его воспитания и внезапного вторжения в его жизнь правил жизни в посёлке он раздражен бессмысленными событиями, которые все в посёлке считают нормальными.
Нино (яп. ニノ Нино) — главная героиня. Загадочная девушка, которая живёт в посёлке на Аракаве. В качестве платы за спасение Ко попросившая стать её возлюбленным. Утверждает, что является пришельцем с Венеры. Происхождение её имени происходит от спортивного костюма, который она всегда носит, на котором есть ярлык «2-3» по японски звучит как (Ni-no-san). Она невероятный пловец и может долго оставаться под водой. С этим навыком Нино обычно ловит рыбу в реке, и её работа в деревне — добывать рыбу для жителей. Если она испугается или рассердится, она натянет свой тренировочный костюм на голову и взберется на дерево.
Шеф (яп. 村長 Сонтё:) — глава общины, самопровозглашенная 620-летняя каппа (несмотря на то, что он явно находиться в зелёном костюме каппы). Всегда одет в костюм каппы и считает себя каппой. На то, что его зелёная кожа — именно костюм, не обращает внимания никто, кроме Ко. Как руководитель, любой, кто хочет жить в деревне, должен получить его одобрение и попросить дать ему новое имя. Кажется, у него есть какой-то секрет, и он защищает Нино. Он действительно понимает, что он на самом деле не каппа, и во времена серьёзности он перестанет носить свой костюм. Он имеет очень большое, теневое влияние на японское правительство, как показано, когда он в одиночку через министра земли и инфраструктуры, способствовал приостановки плана отца Ко, по сносу незаконно поселения на Аракаве. Он очень защищает Нино.
Звезда (яп. 星 Хоси, сэйю) — 24-летний певец и самопровозглашенная суперзвезда. Он регулярно проводит концерты у реки, но лирика его песен, главным образом, — полная ерунда. Он любит Нино и ревнует её к Ko из-за их отношений. Четыре года назад он был первоклассным певцом и, предположительно, постоянно возглавлял чарт Oricon, но был обеспокоен фактом, что никогда не мог сочинять свои собственные песни. Борясь с этим чувством, он встретил Нино и понял, что то, что он хотел, было музыкой, которую он создал самостоятельно. Его работа состоит в том, чтобы обеспечить музыку во время специальных мероприятий в деревне.
Сестра (яп. シスター Сисута:) — священник в церкви общины Аракавы. В прошлом по собственному утверждению был солдатом и до сих пор остаётся превосходным бойцом. Сильный мужчина, который одевается как монахиня. Двадцать девять лет, англичанин, Сестра — ветеран войны, увлекающийся артиллерией, и у него всегда есть пистолет. У него есть шрам на правой стороне лица, происхождение которого неизвестно. Он заботится о благополучии Нино. Каждое воскресенье он проводит мессу, которая обычно длится всего несколько секунд в церкви под мостом, и все присутствующие получают мешок печенья. Как ни странно, хотя Сестра одета как католическая сестра, его церковь украшена православным крестом. Под его одеждой находится бронежилет с его дней в качестве солдата. Он может все ещё полагать, что находится в середине войны, поскольку он все время расставляет мины-ловушки и всегда думает с точки зрения военной стратегии. Он влюблен в Марию, которую он встретил во время последней войны, в которой они были врагами. Он хорош в приготовлении печенья и других сладостей.
Стелла (яп. ステラ Сутера) — ученица Сестры, влюблённая в своего учителя. Смертельно опасный боец, однако, уступает Марии по силе. Обычно выглядит и ведёт себя, как маленькая девочка. Однако имеет замашки мафиози, а иногда говорит угрожающим тоном, чтобы показать свое превосходство. Она считает себя боссом и видит Стальных братьев своими подчиненными.
Мария (яп. マリア Мариа) — животновод, которая управляет близлежащей фермой, снабжающей общину молоком и яйцами. Имеет властные и садистки наклонности, не может жить без того, чтобы оскорблять окружающих. Она смотрит на мужчин свысока. Ещё более могучий боец, чем Сестра и Стелла. Она встретила Сестру во время последней войны, она была его противником, пыталась получить от него информацию.
Стальные братья (яп. 鉄人兄弟 Тэцудзин Кё:даи) — два брата, отвечающие за сбор дров и бани. По собственному утверждению, обладают суперспособностями, позволяющими им летать и перемещаться во времени. Однако их силы запечатаны их железными масками. Снимать эти маски нельзя, иначе братьев обнаружат «люди из лаборатории».
Белый (яп. シロ Сиро) — человек, всегда ходящий по белым линиям, которые сам же их и рисует, параллельно собирает банки и меняет их на пиво. 43-летний мужчина, который одержим идеей всегда наступать на белую линию (поскольку он верит, что его жена превратится в белую курицу, если он этого не сделает, чего он боится больше всего на свете). По его словам, он был одержим за шесть лет до начала сериала и с тех пор не видел своей семьи. Его настоящее имя — Тору Ширай (白井通), и до того, как он поселиться на Аракаве, был офисным работником одной крупной корпорации. Он женат на жене, которая понимает его одержимость и имеет дочь старшеклассницу. Несмотря на то, что его семья живёт на Хоккайдо он, кажется, все ещё очень близок с семьёй, которая периодически отправляет ему письма. Его имя буквально означает «Белый».
Пико (яп. P子 Пико) — фермерша, молодая рыжеволосая девушка, которая выращивает овощи, снабжающая общину овощами. Она буквально опасно неуклюжа, часто превращает то, что должно быть простым несчастным случаем, в крупную катастрофу. Несмотря на неудачи, Пико все ещё стремится получить водительские права, чтобы она могла путешествовать дальше зимой, чтобы собрать семена. Ко категорически против этого, и во время спора, он к своему ужасу узнает, что у неё уже есть лицензия на мотоцикл. Она влюблена в Шефа, но он не знает о её чувствах. Её волосы растут очень быстро, и ей нужно стричься каждую неделю.
Сэки Итиномия (яп. 市ノ宮 積 Итиномия Сэки) — строгий отец Ко, который придерживается правил семьи и смотрит на сына свысока. Несмотря на то, что он очень холодный, он любит своего сына. Нино, кажется, напоминает ему о его жене.
Тэрумаса Такаи (яп. 高井 照正 Тэрумаса Такаи) — секретарь Ко. Жена бросила его из-за постоянной работы. Ревнует, когда Ко рядом с Нино.
Симадзаки (яп. 島崎 Симадзаки) — помощник Такаи. Хотя она и помощница Такаи, она принимает приказы непосредственно от Сэки Итиноми без ведома Такаи.
Последний Самурай (яп. ラストサムライ Расуто самураи) — типичный персонаж самурай, который управляет парикмахерской в посёлке, способен постричь волосы всем за считанные секунды. Он происходит из семьи самураев, и меч, который у него есть, был наследством, переданным от его предков. Прежде чем он начал жить в посёлке, он был знаменитым парикмахером, который покорил сердца всех его клиентов-женщин. Он выслушивал все комментарии своих клиентов-женщин и почувствовал, что он запутался и заблудился в себе как парикмахер. Однажды ночью он пошел к мосту, чтобы по размахивать мечом, и внезапно встретил Шефа. После короткого разговора кровь самурая вскипела, и он снова обрел уверенность. Кажется, он влюблен в Пико.
Билли (яп. (ビリー Бири:) — человек с головой попугая. Раньше он был уважаемым членом банды якудза и пользовался большим уважением и авторитетом. Он был приближённым к одному из крупных боссов банды якудза и верно служил ему долгие годы. Босс поручил ему охранять свою женщину, так как никому другому он так не доверял как Билли. Однако Билли влюбился в женщину своего босса. Мучаясь от чувства, что он предал босса, он всё ему рассказал и был готов понести традиционное в мире якудзы наказание отрубив себе часть мизинца, но босс запретил ему это делать сказав, что это варварство и только опозорит его как босса. Босс сказал что он простит и отпустит их обоих его и бывшею свою женщину вместе, если Билли всю оставшуюся жизнь будет носить маску попугая. На что тот согласился, а бывшая женщина босса сказала, что если Билии будет попугаем то она станет пчелиной маткой. В поселении на Аракаве Билли все уважают считают настоящем мужиков. Кажется, он верит, что он действительно птица.
Жаклин (яп. ジャクリーン Дзякури:н) — женщина в костюме пчелы. Прежде чем она начала жить в поселении на Аракаве, она работала хостес, а потом стала женщиной крупного босса банды якудза. Она завела отношения с приближённым к боссу якудзой, которым был Билли. В поселении на Аракаве она занимается хиропрактикой. Она терпеть не может быть не с Билли более нескольких секунд, говоря, что умрет.

## Место съёмок
Фильм Снимался в сухом русле реки Кину в (город Дзёсо, префектура Ибараки)